# Дом призрения Гурьевой
Дом призрения Гурьевой — московское благотворительное учреждение для размещения, лечения и ухода за нетрудоспособными лицами (больными, немощными, калеками).
Адрес богадельни: город Москва, улица Большая Серпуховская, дом 27.

## История
На рубеже веков в Москве на Большой Серпуховской улице строились, пользовавшиеся большим спросом благотворительные учреждения для размещения бедных больных и престарелых людей. Одним из них явился Дом призрения. Средства на его строительства в размере 325 тысяч рублей были выделены купчихой Татьяной Гурьевной Гурьевой. Учреждение было рассчитано на размещение в нём около 100 человек, из них предполагалось разместить без учета заслуг и званий около 70 престарелых, 20 неизлечимо больных, 10 слепых женщин.
Место для строительства было выделено в Москве рядом с Солодовниковской богадельней и Александровской больницей. Строился дом под контролем комиссии из купцов И. Г. Простякова, Д. П. Сторожева, М. Н. Кузнецова.
Здание для Дома призрения было построено по проекту архитектора И. Т. Владимирова. При этом на само строительство было затрачено 125 тысяч рублей, а 200 тысяч рублей предполагалось использовать для содержания богадельни с учетом процентов от суммы. В восточной части здания были расположены два храма: на первом этаже — церковь Св. мученицы Татианы, на втором — церковь Покрова Пресвятой Богородицы.
Открылся Дом призрения 1896 году.
Рядом с Домом призрения Гурьевой в 1906 году была построена Третьяковская богадельня-приют для слабоумных. В 1907 году Московское купеческое общество выделило дополнительно 50 тыс. рублей для расширения Дома призрения. Пристройка была спроектирована архитектором Петром Алексеевичем Виноградовым и построена в 1908 году. Пристройка увеличила число мест в заведении на 50 человек. В последующем на обустройство Дома поступали от горожан дополнительные средства.
Функционирование Дома призрения находилось на попечении Московского купеческого общества (попечители Д. П. Сторожев, Д. П. Бахрушин, Э. И. Бромлей) и на средства его основательницы Т. Гурьевой.
Дом призрения просуществовал вплоть до 1917 года. В настоящее время в здании располагается ожоговый центр Института хирургии имени А. В. Вишневского.